# Cardington, Ohio
Cardington är en ort i Morrow County i delstaten Ohio, USA.